# Stara Synagoga w Szczecinie
Stara Synagoga w Szczecinie − nieistniejąca obecnie, pierwsza synagoga w Szczecinie, usytuowana przy dzisiejszej ulicy Dworcowej 9 (dawna Grüne Schanze Strasse).
Synagoga została zbudowana w latach 1834–1835. W 1854 roku drewniany budynek rozbudowano według projektu mistrza ciesielskiego Hämmerlinga. Ostatnie uroczyste nabożeństwo odbyło się 25 stycznia 1873 r., po czym obiekt zamknięto i wkrótce rozebrano.
W latach 1873–1875 w jej miejscu wzniesiono nową, murowaną synagogę, zwaną Nową Synagogą.